# Heinrich Suso
Heinrich Suso (numit și Amandus, nume adoptat în scrierile sale, sau Heinrich Seuse în germană; Suso este numele lui latin; n. 21 martie 1295, Konstanz, Republica Baden, Episcopia de Konstanz⁠(d) – d. 25 ianuarie 1366, Ulm, Sfântul Imperiu Roman), a fost un călugăr dominican german și cel mai popular scriitor vernacular al secolului al XIV-lea luând în considerare numărul manuscriselor păstrate. Se crede că Suso s-a născut la data de 21 martie 1295. Fiind un autor important atât de limbă latină, cât și de limbă germană medievală, el se remarcă și prin apărarea moștenirii lui Meister Eckhart, care fusese condamnat postum pentru erezie în anul 1329. Suso a murit la Ulm la 25 ianuarie 1366 și a fost beatificat de Biserica Catolică în anul 1831.

## Viața lui Heinrich Suso
Fericitul Heinrich Seuse, împreună cu Meister Eckhart (1260-1327) și Johannes Tauler (mort în anul 1361), este marele reprezentant al misticii creștine germane. Pentru Biserică timpurile erau grele, mai ales în Germania: cei douăzeci de ani de interdicție (1326-1348) dați ca pedeapsă din cauza contrastelor dintre papalitate și imperiu, exilul papilor la Avignon, celebra ciumă din anii 1327-1328 și încă și mai de tristă amintire cea din anul 1348 („moartea neagră”) care depopulau Europa, loveau în mod dureros spiritele.
Suso s-a născut la Konstanz, la 21 martie 1295. Intrând la dominicani la treisprezece ani, timp de cincisprezece ani a fost mai degrabă mediocru din punct de vedere spiritual, dar o puternică experiență spirituală l-a convertit și l-a pus în slujba „înțelepciunii veșnice”. A studiat la Konstanz, Strasbourg și Köln; l-a avut ca profesor pe Meister Eckhart și l-a apărat în Cărticica adevărului, ceea ce l-a făcut să-și piardă catedra oferită la Konstanz imediat după hirotonirea preoțească.
Atunci Suso s-a dedicat pastorației, și în special predicii și direcțiunii spirituale, mai ales a surorilor dominicane. Pentru aceasta a întreținut o însemnată corespondență, din care emană toată delicatețea de suflet, fantezia și angajarea spirituală, care l-au făcut să fie comparat cu sfântul Bernard de Clairvaux și cu sfântul Francisc de Assisi.
Unsprezece dintre aceste scrisori, adevărate capodopere de limbă germană, au fost alese de către ucenica și prietena sa Elisabeth Stagel, care l-a determinat chiar să pregătească câteva amintiri ale vieții sale (primul exemplu în limba germană de autobiografie spirituală), pe care apoi ea a reelaborat-o pentru Viața lui Suso. Aceste două mici lucrări, împreună cu deja citata Cărticica adevărului și cu Cărticica înțelepciunii veșnice constituie tot atâtea părți ale Exemplarului, operă publicată în anul 1362 de fericitul Suso, care a scris și Cărticica iubirii, Cărticica Înțelepciunii veșnice și scrierea latină Horologium Sapientiae, reelaborare a Cărțuliei Înțelepciunii veșnice. După Suso, prin mistică, „un om umil și răbdător trebuie să fie despuiat (entbildet) de creaturi, conformat (gebildet) cu Cristos și transformat (überbildet) în divinitate”.
Cultul față de fericitul Heinrich Suso a fost confirmat în anul 1831.